# Campllong
Campllong és un municipi de la comarca del Gironès. Situat a 10 km al sud de la ciutat de Girona.
El topònim fa referència a l'extensió de terreny pla en la conca mitjana de l'Onyar, prop de les Gavarres. A part de l'Onyar també és drenat per la riera de Campllong, que travessa el terme d'est a oest i aflueix per l'esquerra de la riera de la Verneda. La riera de Gotarra forma el límit sud-occidental del terme, confrontant amb el de Sant Andreu Salou. La riera de Bugantó coincideix parcialment amb el límit septentrional del municipi, tocant al de Fornells de la Selva. El terme és travessat per la carretera C-25 en el tram entre Cassà de la Selva i Riudellots de la Selva. El poblament és disseminat en el poble de Campllong, cap del municipi, i en nombrosos veïnats segons la següent taula d'entitats de població.
Cada any el cap de setmana abans de Rams se celebra a Campllong la fira de primavera que és l'esdeveniment més important del poble, l'any 2023 es va commemorar la 39ª edició d'aquesta fira.
La festa major de Campllong se celebra cada any a finals d'agost.
Just després de celebrar-se la festa major, es dona pas al festival de música del país titulat Musicant que l'any 2023 es va celebrar la vintena edició.

## Geografia
- Llista de topònims de Campllong (Orografia: muntanyes, serres, collades, indrets..; hidrografia: rius, fonts...; edificis: cases, masies, esglésies, etc).

## Rutes pel municipi

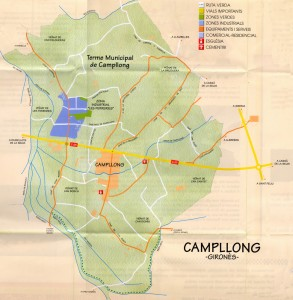
Mapa del terme municipal de Campllong

- Campllong actualment compte en vies verdes per anar a caminar o si un vol, amb bici. Aquestes vies connecten amb els pobles veïns com Llambilles, Cassà de la selva, Riudellots de la selva i Fornells de la selva.

- A part de les vies verdes es troben altres rutes, com per exemple la ruta margenera a la riera seca, que es tracta del camí de terra que segueix el marge de la riera seca, d'aquí el nom.

## Medi natural

### Fauna
La fauna ha anat variant per dues raons importants: el canvi climàtic i en gran part l'activitat humana. Hi ha espècies animals que han desaparegut i d'altres que han vist minvar la seva població, com és el cas de la fauna aquàtica. En l'actualitat, a les rieres hi podem trobar peixos com els barbs, les carpes, les tenques, les anguiles, les llúdrigues, el cranc de riu americà o les bagres. En els boscos hi trobem espècies de caça com la perdiu, el faisà o el conill.

### Flora
La vegetació, influenciada pel clima mediterrani i per l'activitat humana, està formada per rouredes, alzinars, boscos mixtos, prats i la vegetació de ribera. La majoria de rouredes han desaparegut en ser reconvertides en terres de conreu i en l'actualitat predominen els boscos mixtos. A les ribes dels rius i rieres hi creixen algunes restes de vegetació humida: jonqueres i balques, així com el freixe.

### Els rius de Campllong
Campllong és un poble travessat per diversos rius i rieres, però originàriament, les aigües (empantanades, estancades o en forma de nombrosos braços de riu) ocupaven una extensa zona d'inundació igual que a gran part del pla del Gironès, ja que aquesta plana natural estava situada a la confluència dels rius Onyar, Güell, Galligants i Ter. Amb la intenció de guanyar terres de conreu, els agricultors van construir motes i van dessecar llacunes i aiguamoixos fins a canalitzar les aigües per on passen avui.
La Gotarra és el riu més important de Campllong, entra seguint una direcció sud-est a nord-oest cap a Fornells de la Selva; just abans d'arribar a Fornells s'uneix per la dreta a les aigües del riu Onyar.

## Patrimoni rural i cultural

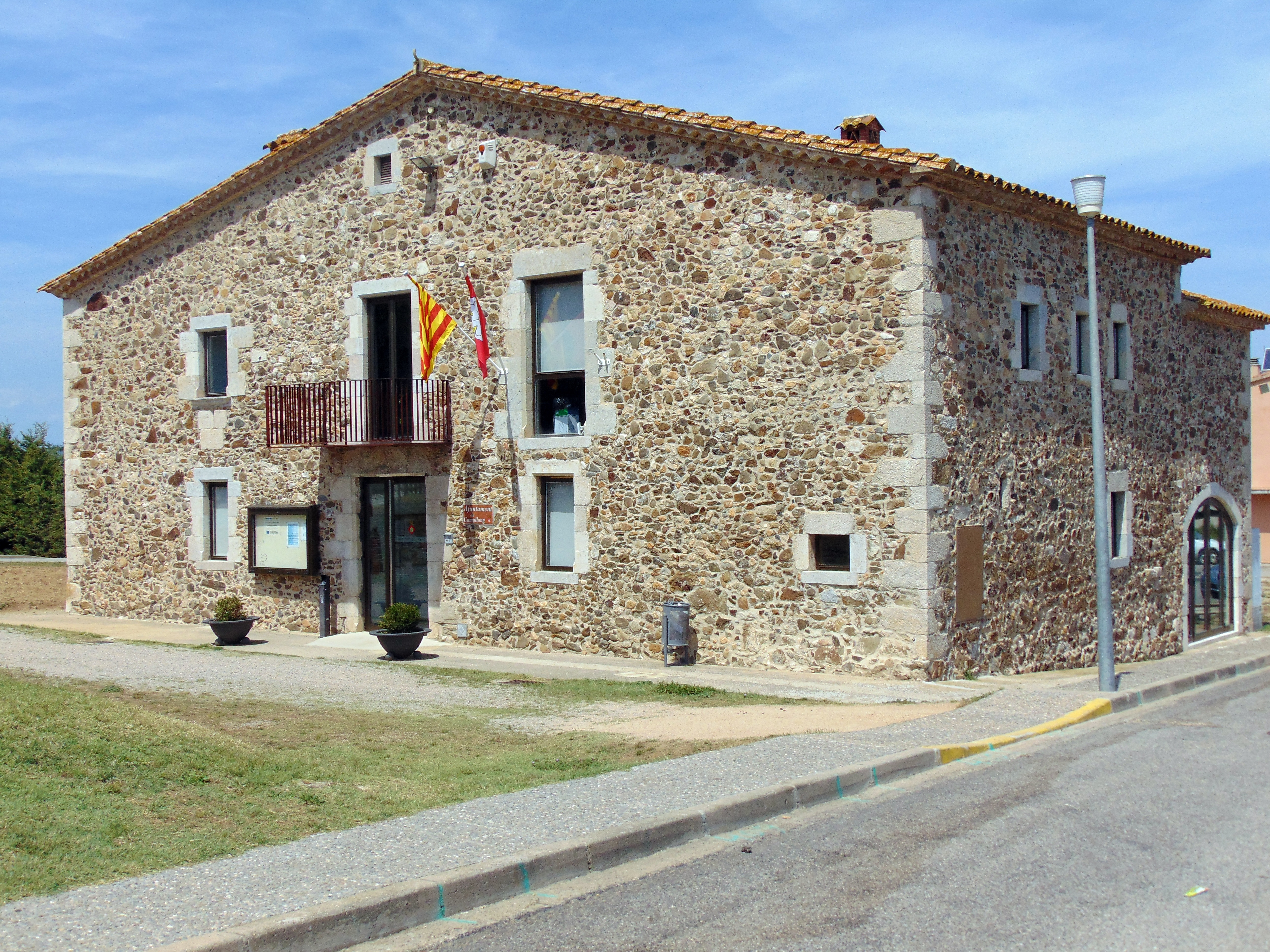
Ajuntament i rectoria

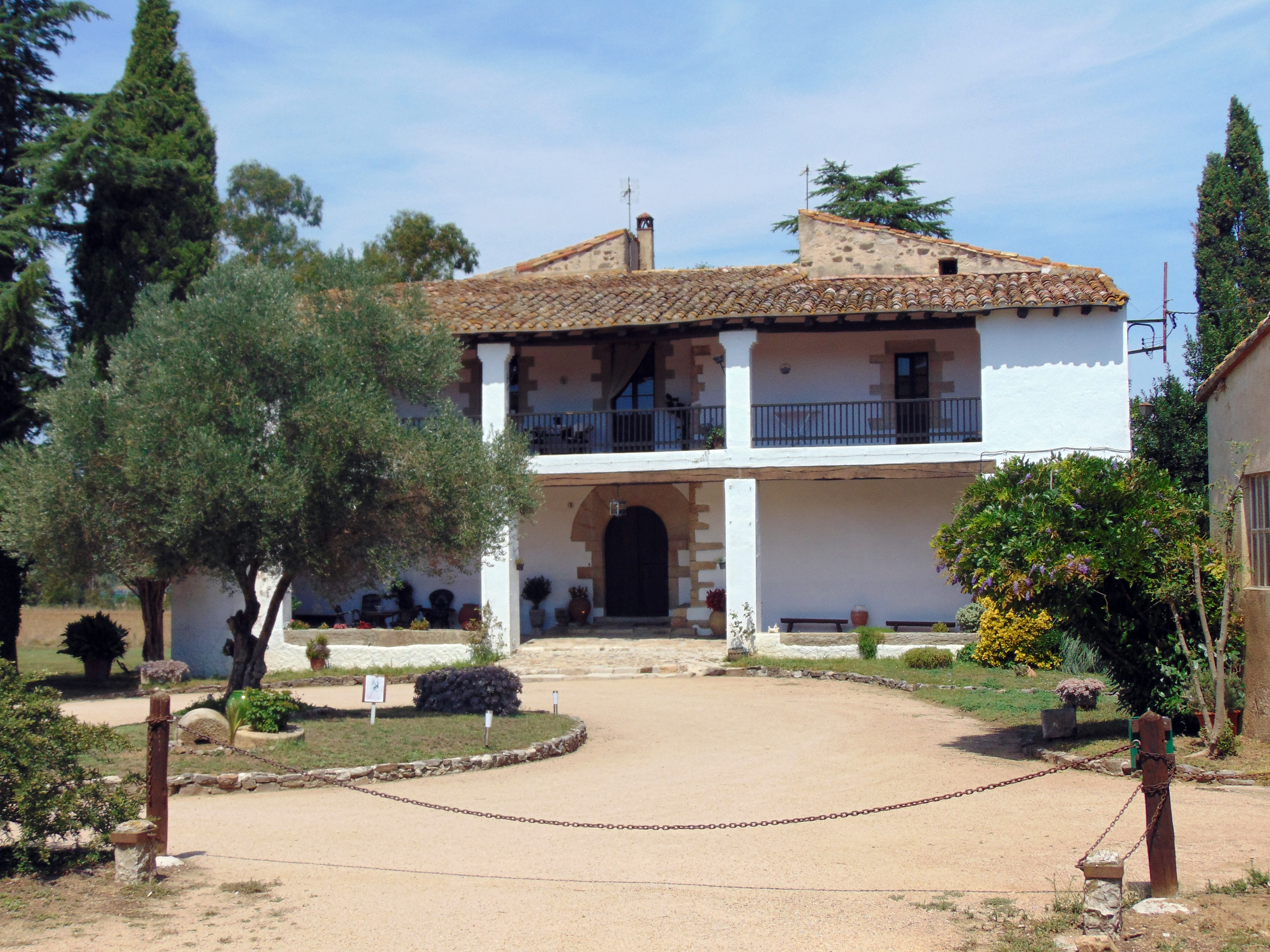
Torre Llupiana

En l'economia és important el sector agrícola amb diverses explotacions agràries dedicades al conreu i al bestiar boví, porcí i aviram. Hi ha una sola fàbrica, però té un pes específic important. Es tracta de Joaquim Albertí, una fàbrica d'embotits que comercialitza amb la marca La Selva.
L'esdeveniment més important és la Fira de Campllong, que inclou entre moltes altres activitats una exhibició i concurs de gossos d'atura i de vaques de llet. Es va iniciar el 1983 a Cassà de la Selva el 15 de maig com a Fira de Sant Isidre, però ara té lloc el diumenge abans de Rams a Campllong.
El nucli urbà de Campllong es troba a la part meridional del terme. Són unes quantes cases al voltant de l'església parroquial de Sant Quirze, documentada l'any 1362 al Llibre verd del capítol de la catedral de Girona. L'edifici actual és del segle xvi i XVII.
Dins el terme hi ha algunes masies d'interès, entre les quals destaca la Torre Llupiana, fortificada, amb pati i garites, en bon estat de conservació. La Rectoria és un altre edifici d'interès, del segle xviii i amb aspecte de típica masia restaurada recentment, on hi ha les dependències municipals a més de la rectoria. Altres masies són Can Pou (o Can Tarrosa), Can Sant Dionís, Can Bosch, La Torre Colomina, Mas Ferreries, Can Quirc, Can Goitó Gros, Mas Catedral, Cal Tatei, Mas Gall i Can Teixeras, per destacar-ne algunes.

A part en el poble tenim el nostre gegant anomenat Quirze, on el podem veure portant un forca.

## Entitats de població
| Entitat de població | Habitants (2024) |
| Campllong           | 323              |
| la Bruguera         | 109              |
| Can Canyet          | 37               |
| les Ferreries       | 24               |
| Can Bosc            | 19               |
| Can Dionís          | 18               |
| Can Falgueres       | 14               |
| Font: Idescat       |                  |

## Demografia
| 1497 f | 1515 f | 1553 f | 1717 | 1787 | 1857 | 1877 | 1887 | 1900 | 1910 |
| ------ | ------ | ------ | ---- | ---- | ---- | ---- | ---- | ---- | ---- |
| 23     | 25     | 24     | 159  | 243  | 521  | 491  | 480  | 434  | 475  |

| 1920 | 1930 | 1940 | 1950 | 1960 | 1970 | 1981 | 1990 | 1992 | 1994 |
| ---- | ---- | ---- | ---- | ---- | ---- | ---- | ---- | ---- | ---- |
| 458  | 449  | 448  | 411  | 392  | 384  | 307  | 268  | 273  | 273  |

| 1996 | 1998 | 2000 | 2002 | 2004 | 2006 | 2008 | 2010 | 2012 | 2014 |
| ---- | ---- | ---- | ---- | ---- | ---- | ---- | ---- | ---- | ---- |
| 280  | 293  | 307  | 317  | 352  | 381  | 423  | 467  | 525  | 515  |

| 2016 | 2018 | 2020 | 2022 | 2024 | 2026 | 2028 | 2030 | 2032 | 2034 |
| ---- | ---- | ---- | ---- | ---- | ---- | ---- | ---- | ---- | ---- |
| 516  | 535  | 537  | 535  | 544  | -    | -    | -    | -    | -    |